# آنیتا لوس
آنیتا لوس (انگلیسی: Anita Loos; ۲۶ آوریل ۱۸۸۹ – ۱۸ اوت ۱۹۸۱) یک نویسنده، و فیلم‌نامه‌نویس اهل ایالات متحده آمریکا بود. وی بین سال‌های ۱۹۱۲ تا ۱۹۸۰ میلادی فعالیت می‌کرد.
از فیلم‌ها یا مجموعه‌های تلویزیونی که وی در آن‌ها نقش داشته‌است می‌توان به اراذل و اوباش اشاره نمود.